# Alain Joule
Alain Joule (* 1950 in Marseille) ist ein französischer Komponist und Jazzperkussionist.

## Leben und Wirken
Joule studierte am Konservatorium von Marseille und begann seine musikalische Laufbahn als Schlagzeuger in Orchestern und Rhythm-and-Blues-Bands. Er spielte mit dem Gitarristen Joseph Dejean und leitete das Le Vivant Quartet, das 1979 „Ce qu'a vu le Cers“ von Luc Ferrari aufnahm. Mitte der 1990er Jahre arbeitete er in einer Trioformation von Barre Phillips mit Michel Doneda (Album no pieces auf Emouvance).
Als Komponist schuf Joule neben Instrumental- und Musiktheaterwerken multimediale Werke unter Einbeziehung von Tanz, Malerei und Plastik wie Le Bruit des Temps (in Zusammenarbeit mit Bernard Noël, Barre Phillips, Bertrand Vivin und Annick Nozati). Für den Choreographen Jean Rochereau schrieb er Histoire d’Elze und Porte-fenêtre, für die Tänzerin und Choreographin Geneviève Choukroun Messe bleue und Les portes du vent.

## Kompositionen
- Son sur son pour orchestre soliste, danseurs, architectes et mimes Aufführung durch das Orchestre Expérimental de Montpellier, 1983
- Le Miroir à Musique für fünf Stimmen und vier Instrumente, 1983
- Ricochet sur la lune, sinfonisches Stück für Klarinette und Orchester, 1983
- Sens contre sens, Kammermusik, 1987
- Cordes à corps pour guitare seule, 1987
- Le deuxième miroir für drei Stimmen und vier Instrumente, 1987
- Le Bruit des Temps, 1990
- Le Chameau d'Ispahan, musikalische Inszenierung für Saxophon und Schlagzeug zu einer Gemäldeausstellung, 1992
- Cabaret Celestina für das Roy Hart Théâtre
- Déméter, Kammeroper
- Création par correspondance für vier Schauspieler und vier Musiker, 1993
- La ville entrechoquée für präpariertes Klavier, Schlagzeug und Szenografie (mit Stéphan Oliva und Michel Mathieu), 1995
- Opération Médée, für Chor und Lautsprecher nach Medea von Euripides, 1996
- Le quintalogue, 2000

## Klanginstallationen
- Cubes et pyramides, Béziers 1994
- Chroniques d’oiseaux, Avignon 1995
- La ville entrechoquée, École d’art Avignon und Villa de Noaille Hyères 1996
- Équations poétiques, Marseille 1998
- Maquettes cosmiques, Avignon 1997, Albi und Auckland 1998
- Horloges cosmiques, 1998–2001
- résonances cosmiques / manca, 2001
- res futurae, 2004
- Mémoires minérales, 2006
- Boucliers de vent / prélude, 2006
- Promenade de mémoire, 2006

## Diskographie
- Luc Ferrari,Ce qu'a vu le Cers, 1979
- Barre Phillips, Aquarian Rain, 1991
- No pieces, mit Michel Doneda und Barre Phillips, 1992
- Le Chameau d’Ispahan mit Michel Doneda und Laure Florentin, 1994
- M’uoaz, mit Michel Doneda, Tetsu Saitoh und Antonella Talamonti, 1997
- Orchestrations cosmiques, 1999/2000

## Bücher
- Le Chameau d’Ispahan nach dem Werk des russischen Lyrikers Welimir Chlebnikow, 1992
- Chroniques d’oiseaux, musikalische Miniaturen und poetische Kommentare, 1997
- Le mot à mort, ensemble de textes poétiques... 1999–2000